# Eilema malanga
Eilema malanga là một loài bướm đêm thuộc phân họ Arctiinae, họ Erebidae.